# 沈阳地铁6号线
沈阳地铁6号线是沈阳市的地铁系统中的第6條线路，也是沈阳地铁开工建设的第7条线路。该地铁线路一期工程全长34.51公里，项目总投资271.9亿元人民币，本线路全部采用地下线敷设方式，共设有车站29座，其中换乘站14座。
沈阳地铁6号线于2020年12月26日开工建设，预计2026年建成。

## 概况
六号线一期工程北起皇姑区鸭绿江北街站，南至苏家屯区沙柳路站，途经大东区、沈河区、和平区，串联了首府新区、上岗子地区、北关地区、中街方城地区、南塔地区、长白岛、曹仲地区、满融地区、苏家屯等重点功能区，构建了城市核心区与城市北部、南部片区的联系。
沈阳地铁6号线呈南北走向，原规划全长约35.25km（其中地下线约27.00 km，高架线约7.76 km，过渡段约0.49 km），共有车站30座（其中23座地下站，7座为高架站）。后于2023年2月调整为全长34.51公里，全部采用地下线敷设方式，共设有车站29座，其中换乘站14座。

### 线路走向
本线路于鸭绿江北街与绕城高速交叉口南侧设鸭绿江北街站，出站后线路沿鸭绿江北街向南敷设，于文储路路口北侧设文储路站，于现状观音路南侧设观音路站，于现状首府新区管委会西侧设西窑站，与远期十三号线换乘，于金山北路路口北侧设金山北路站，于金山路路口设英雄公园站，于铁山路路口北侧设铁山路站。随后线路进入柳条湖街，于崇山东路路口南侧设北塔站，与运营 10 号线换乘，出站后线路沿柳条湖街向南依次下穿国铁路基段、北运河截流工程、沈吉铁路下行桥和沈阳大学南院后，进入八王寺街。于联合路路口南侧设沈阳大学站，与在建4 号线换乘，出站后线路沿八王寺街、大北街、朝阳街向南敷设，于北顺城路路口南侧设中街站，与既有1号线和规划 7 号线换乘，随后线路下穿地下人防商业街，进入大南街向南敷设。于南顺城路路口设大南门站，于热闹路路口设市妇婴医院站，与规划5号线换乘，于南关路路口设大南边门站，与规划 12 号线换乘，站后线路上跨在建综合管廊后继续向南进入南塔街敷设，于文化路路口设南塔站，与规划3 号线换乘，于文萃路路口南侧设文萃路站，出站后线路沿南塔西路转向西敷设。于科普路设市图书馆站，与既有 2 号线换乘，出站后线路向西敷设，后向西南转入三好街，于沈水路路口南侧设三好桥站，与规划 8 号线换乘，随后线路下穿浑河，转入长白中路。于南堤西路路口西侧设南堤西路站，于南京南街路口西侧设长白岛站，与在建 4 号线换乘，于胜利南街路口设马总站，过国铁后于铁路西侧设竞赛站，随后线路转向西南进入迎春街，于浑南西路路口北侧设浑河站站，与在建9 号线换乘，于族兴路路口设族兴路站，随后线路下穿南三环后迅速爬升，于迎春街路中爬升为高架，于满融国际新城东侧设下河湾站，于满融公馆南侧设满融站，于迎春北街加油站北侧设高楼子站，随后线路沿迎春街向西南进入苏家屯老城区，于葵松路路口设葵松路站，于雪松路路口设雪松路站，与 10号线南段换乘，终点站设置于迎春街沙柳路西侧的沙柳路站。 

### 线路数据
- 路线长度：34.51公里[1]
- 轨距：1435mm
- 站数：29站[1]
- 列车编组：6节编组
- 最高速度：80km/h
- 地下区间：鸭绿江北街站站后折返线 - 沙柳路站

## 车站
六号线共设29座车站，其中换乘站14座，均为地下站。
| 站名         | 拉丁字母表记                 | 里程 （千米） | 换乘路线              | 站台设计     | 行政区   |
| ------------ | ---------------------------- | ------------- | --------------------- | ------------ | -------- |
| 鸭绿江北街站 | Ya Lu Jiang Bei Jie Station  | 0.0           |                       | 地下島式月台 | 皇姑区   |
| 文储路站     | Wen Chu Lu Station           |               |                       | 地下島式月台 | 皇姑区   |
| 观音路站     | Guan Yin Lu Station          |               |                       | 地下島式月台 | 皇姑区   |
| 西窑站       | Xi Yao Station               |               |                       | 地下島式月台 | 皇姑区   |
| 金山北路站   | Jin Shan Bei Lu Station      |               |                       | 地下島式月台 | 皇姑区   |
| 英雄公园站   | Ying Xiong Gong Yuan Station |               |                       | 地下島式月台 | 皇姑区   |
| 铁山路站     | Tie Shan Lu Station          |               |                       | 地下島式月台 | 皇姑区   |
| 北塔站       | Bei Ta Station               |               | 10号线                | 地下島式月台 | 皇姑区   |
| 沈阳大学站   | Shen Yang Da Xue Station     |               | 4号线                 | 地下島式月台 | 大东区   |
| 中街站       | Zhong Jie Station            |               | 1号线 7号线（规划中） | 地下島式月台 | 沈河区   |
| 大南门站     | Da Nan Men Station           |               |                       | 地下島式月台 | 沈河区   |
| 市妇婴医院站 | Shi Fu Ying Yi Yuan Station  |               | 5号线（规划中）       | 地下島式月台 | 沈河区   |
| 大南边门站   | Da Nan Bian Men Station      |               |                       | 地下島式月台 | 沈河区   |
| 南塔站       | Nan Ta Station               |               | 3号线                 | 地下島式月台 | 沈河区   |
| 文萃路站     | Wen Cui Lu Station           |               |                       | 地下島式月台 | 沈河区   |
| 市图书馆站   | Shi Tu Shu Guan Station      |               | 2号线                 | 地下島式月台 | 沈河区   |
| 三好桥站     | San Hao Qiao Station         |               | 8号线（规划中）       | 地下島式月台 | 和平区   |
| 南堤西路站   | Nan Di Xi Lu Station         |               |                       | 地下島式月台 | 和平区   |
| 长白岛站     | Chang Bai Dao Station        |               | 4号线                 | 地下島式月台 | 和平区   |
| 马总站       | Ma Zong Station              |               |                       | 地下島式月台 | 和平区   |
| 竞赛站       | Jing Sai Station             |               |                       | 地下島式月台 | 和平区   |
| 浑河站站     | Hun He Zhan Station          |               | 9号线                 | 地下島式月台 | 和平区   |
| 族兴路站     | Zu Xing Lu Station           |               |                       | 地下島式月台 | 和平区   |
| 下河湾站     | Xia He Wan Station           |               |                       |              | 和平区   |
| 满融站       | Man Rong Station             |               | 16号线（规划中）      |              | 苏家屯区 |
| 高楼子站     | Gao Lou Zi Station           |               |                       |              | 苏家屯区 |
| 葵松路站     | Kui Song Lu Station          |               |                       |              | 苏家屯区 |
| 雪松路站     | Xue Song Lu Station          |               | 10号线南段            |              | 苏家屯区 |
| 沙柳路站     | Sha Liu Lu Station           | 34.51公里     |                       |              | 苏家屯区 |

### 换乘站

#### 建成后可投入使用
- 北塔站：换乘10号线。十号线建设时已做出地块上的部分预留，预计为通道换乘。

- 沈阳大学站：换乘4号线。两线车站同期建设，4号线建设时已做出部分预留。

- 中街站：换乘1号线。一号线建设时未预留，本线车站为新建车站，预计为长通道换乘。

- 市图书馆站：换乘2号线。二号线建设时未预留，本线车站为新建车站，预计为通道换乘。

- 长白岛站：换乘4号线。两线车站同期建设，4号线建设时已做出部分预留。

- 浑河站站：换乘9号线。九号线建设时未预留，本线车站为新建车站，预计为通道换乘。

#### 已落实修建的换乘站
- 南塔站：换乘3号线。预计两线车站同期建设。

- 三好桥站：换乘8号线，本线建设时预留同台换乘条件。

#### 站名变动
本线路部分车站的正式名称与工程时期用名相比存在变化：
| 6号线进行站名更改的车站       | 6号线进行站名更改的车站 |
| 工程用名                      | 正式名称                |
| ----------------------------- | ----------------------- |
| 金山路站                      | 英雄公园站              |
| 张氏帅府站/南顺城路站         | 大南门站                |
| 热闹路站                      | 市妇婴医院站            |
| 南关路站                      | 大南边门站              |
| 沈水路站                      | 三好桥站                |
| 高楼村站                      | 高楼子站                |
| 苏家屯站                      | 雪松路站                |
| 香杨路站/迎春街站（两站合并） | 沙柳路站                |

## 使用车辆
本线路将使用43列B2型四动二拖编组（共258辆）地铁车辆，列车合约已由中车大连机车车辆有限公司中标，列车牵引系统合约已由株洲中车时代电气中标，首列车预计于2025年9月交付。